# Björkäng och Smedsgård
Ej att förväxla med Björkängs socken i Västergötland.
Ej att förväxla med småorten Björkäng i Västergötland.
Björkäng och Smedsgård är en av SCB avgränsad och namnsatt småort i Varbergs kommun, Sverige. Småorten omfattar bebyggelse i Björkäng och Smedsgård belägna vid kusten i Tvååkers socken.

## Demografi
| Befolkningsutvecklingen i Björkäng och Smedsgård 1990–2015 | Befolkningsutvecklingen i Björkäng och Smedsgård 1990–2015 | Befolkningsutvecklingen i Björkäng och Smedsgård 1990–2015 | Befolkningsutvecklingen i Björkäng och Smedsgård 1990–2015 | Befolkningsutvecklingen i Björkäng och Smedsgård 1990–2015 |
| ---------------------------------------------------------- | ---------------------------------------------------------- | ---------------------------------------------------------- | ---------------------------------------------------------- | ---------------------------------------------------------- |
|                                                            |                                                            |                                                            |                                                            |                                                            |
| År                                                         |                                                            |                                                            | Folkmängd                                                  | Areal (ha)                                                 |
| 1990                                                       | 1990                                                       |                                                            | 50                                                         |                                                            |
| 1995                                                       | 1995                                                       |                                                            | 78                                                         |                                                            |
| 2000                                                       | 2000                                                       |                                                            | 87                                                         |                                                            |
| 2005                                                       | 2005                                                       |                                                            | 99                                                         |                                                            |
| 2010                                                       | 2010                                                       |                                                            | 133                                                        | 57                                                         |
| 2015                                                       | 2015                                                       |                                                            | 117                                                        | 60                                                         |
|                                                            |                                                            |                                                            |                                                            |                                                            |